# Carnwennan
Carnwennan, ou Carnwenhau (« petite poignée blanche ») est la dague du roi Arthur dans les légendes arthuriennes galloises. Elle a le pouvoir magique d'entourer d'ombre celui qui la manie[réf. nécessaire]. 
Dans le conte gallois Culhwch ac Olwen, Arthur mentionne cette dague comme l'une des rares choses au monde qu'il ne donnera pas à Culhwch. Plus tard, il l'utilise pour tuer la sorcière Orddu, en la coupant en deux. 
Dans les Triades galloises, Carnwennan est répertoriée aux côtés de Rhongomiant, la lance d'Arthur et Caledfwlch, son épée, comme les armes sacrées que Dieu lui a données : « les armes sacrées que Dieu lui avait données : Rhongomiant sa lance, Caledfwlch une épée, et Carnwennan sa dague ». 
Carnwennan n'apparait que dans les traditions galloises de la légendes d'Arthur. L'Historia Regum Britanniae de Geoffrey de Monmouth ne mentionne que Caliburn et la lance Rhongomiant. Dans Le Morte d'Arthur de Thomas Malory, Arthur utilise un poignard pour tuer un géant, mais il n'est pas nommé. 